# Трабзон
Трабзо́н, раніше Трапезунд або Тамтра (тур. Trabzon, грец. і понт. Τραπεζούντα, груз. і лазс. ტამტრა, Тамтра) — місто в Туреччині, адміністративний центр ілу Трабзон, розташований на південному березі Чорного моря, в східній частині Туреччини, в гирлі р. Мачки, біля підніжжя г. Колат-Дагу (3410 м).

## Історія
Трапезунд — в давнину грецька колонія на березі Чорного моря, в Малій Азії, заснована синопцями, вихідцями з Мілета за 750 років до нашої ери. Пізніше, ввійшовши до складу Римської імперії, Трапезунд стає головним містом провінції Pontus Polemoniacus, найважливішим комерційним центром та місцем розташування Legio I Pontica і стоянкою римського флоту на Чорному морі.
У візантійські часи, коли з провінції Pontus Polemoniacus і частини Малої Вірменії була утворена фема Халдія, Трапезунд, як головне її місто, відігравав значну роль в відносинах імперії з грузинськими володарями та в культурному впливі Візантії на Грузію. Місто мало власного єпископа, засновником кафедри називали Андрія Первозванного.
У 1204 Трапезунд став столицею невеликої грецької держави Великих Комнінів, відомої як Трапезундська імперія. Держава почергово платила данину туркам і монголам в XIV—XV ст., а в 1461 впала під натиском турків-османів. Трапезундська імперія була останнім уламком Візантії. Після захоплення міста більшу частину будинків віддали турецьким солдатам, міська знать та значна частина греків була переселена до Стамбула.

### Український слід
Трапезунд був добре відомий українському козацтву. На початку XVII ст. запорожці декілька раз ходили в морські походи, ціллю яких був Трапезунд. В 1616, 1622, 1625 (два походи), 1631 роках козацькі чайки атакували місто та узбережжя. Тричі козаки захоплювали місто, визволяли невільників та грабували турків. Італійський мандрівник П'єтро делла Валле писав, що «немає таких турецьких міст навколо Чорного моря, які б козаками не були зайняті…».
Під час Першої світової війни десятки тисяч українців воювали на Кавказькому фронті у складі російської армії, яка тоді зайняла Трапезунд.
У вересні 1917 р. в Трапезунді створено Український Військовий Комітет військ Анатолійського узбережжя. В січні 1918 р. сюди прибув комісар Центральної Ради Микола Свідерський для проведення українізації в армії. Для придушення спротиву російського командування в Трапезунд прибув з Севастополя дредноут «Воля», викликаний Свідерським. Протягом 1918 року українізовані частини залишили місто, домовившись з османським командуванням про припинення наступу османських військ на Трапезунд.

### Історичні постаті
У 14 столітті в місті жив купець Святий Йоан Новий, який згодом зазнав мучеництва у Білгороді-Дністровському (на той час Монкастро)

## Персоналії
- Афанасій Афонський (бл. 925—1000) — візантійський монах, засновник першого і головного монастиря на Святій горі Афон — Монастиря Велика Лавра.

## Мандрівнику

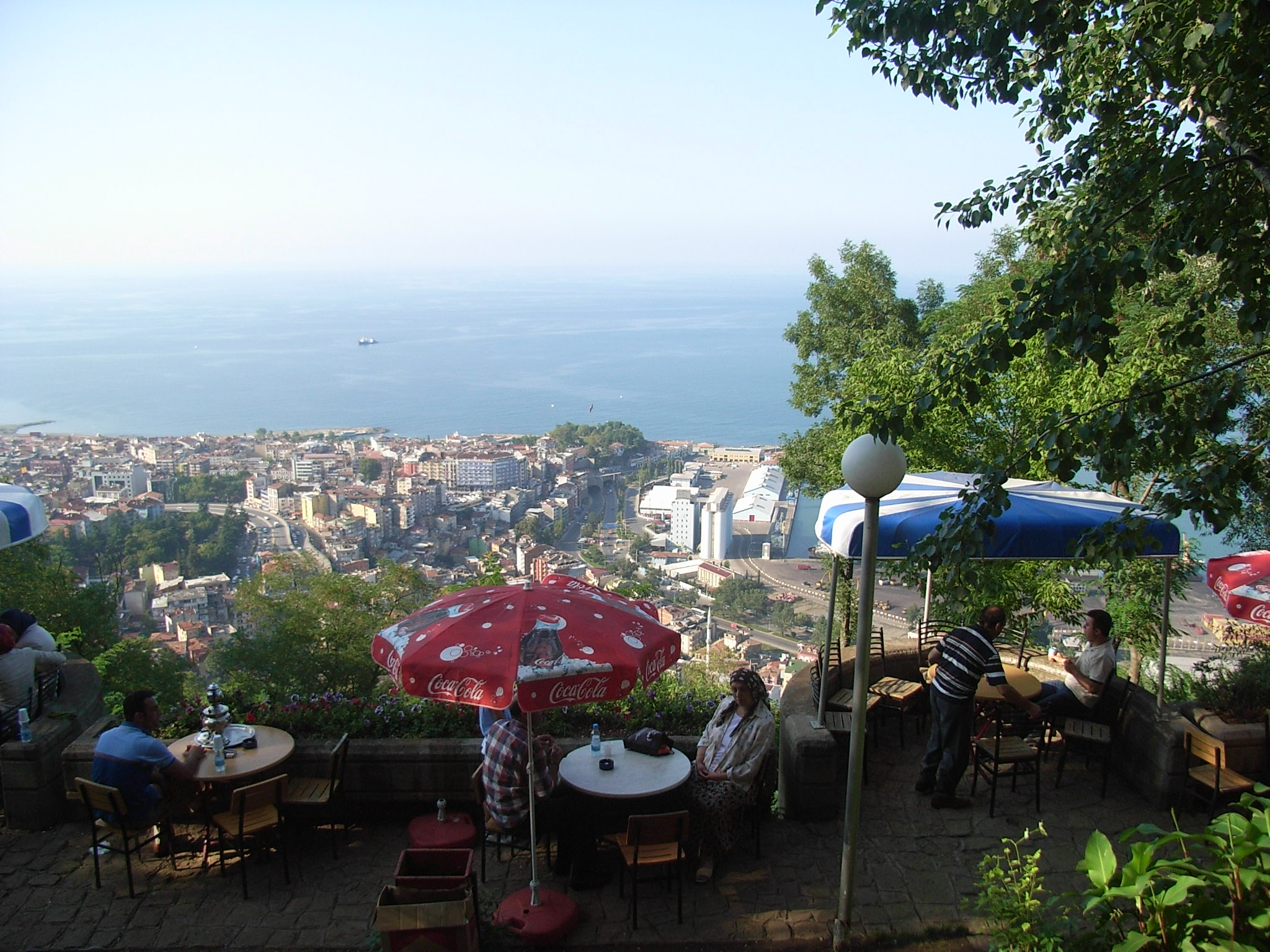
Панорама міста

Основні туристично важливі місця Трабзона охоплюють пам'ятки візантійської доби, зокрема, Софійський собор, збудований в XIII столітті. Собор Святої Софії був головним храмом Трапезундської імперії, але після 1461 року був переобладнаний у мечеть. Після реставрації, здійсненої за допомогою Единбурзького університету в 1958 — 1964 роках, працює як музей. Цікаві фрески та мозаїчна підлога храму. Софійський собор знаходиться приблизно в 4-х км від центру міста. Збереглися також міські мури та Трабзонська фортеця, однак, відвідування фортеці в наш час (2010) неможливе через розміщення на її території військових.
Інший відомий об'єкт — Вілла Ататюрка, прекрасно збережений будинок XIX століття, в якому жив Мустафа Кемаль під час свого візиту до Трабзону в 1924 році. Цікава атмосфера Старого міста зі знаменитим базаром, вузькими, покрученими вуличками та численними мечетями. Протягом 2017—2019 року відкритий історичний музей в Старому місті та реставровані мури та башти трабзонської фортеці. Проте найбільшою туристською родзинкою залишається монастир Панагія Сумела (або Шумела) — грецький православний монастирський комплекс, заснований в 386 році. Покинутий греками в 1923 році, згідно з Лозанським мирним договором та наступним греко-турецьким обміном населенням. Монастир розташований за 46 км на південь від Трабзону, приліпившись до підніжжя височезної скелі в долині Алтин-дере.
Недорогі готелі знаходяться в районі базару та порту. Трабзон з'єднаний прекрасним автобусним сполученням з усіма основними містами Туреччини та з Батумі, Кутаїсі та Тбілісі в Грузії, що мають авіасполучення з Україною. Зі Львова та Запоріжжя в Трабзон літають літаки «Пегасус Ейр» (з пересадкою в Стамбулі).

## Спорт
- «Трабзонспор»